# Montelupo Fiorentino
Montelupo Fiorentino es una localidad italiana de la ciudad metropolitana de Florencia, región de Toscana, con 13.404 habitantes.

Ubicación de la ciudad de Montelupo Fiorentino dentro de la provincia de Florencia.

## Evolución demográfica
| Gráfica de evolución demográfica de Montelupo Fiorentino entre 1861 y 2001 |
|                                                                            |
| Fuente ISTAT - Elaboración gráfica por parte de Wikipedia                  |